# Perizoma juracolaria
Perizoma juracolaria is een vlinder uit de familie spanners (Geometridae). De wetenschappelijke naam is voor het eerst geldig gepubliceerd in 1919 door Wehrli.
De soort komt voor in Europa.